# Peter Lötscher
Peter Lötscher (4 de febrero de 1941-24 de octubre de 2017) fue un deportista suizo que compitió en esgrima, especialista en la modalidad de espada.
Participó en dos Juegos Olímpicos de Verano en los años 1968 y 1972, obteniendo una medalla de plata en Múnich 1972 en la prueba por equipos. Ganó una medalla de bronce en el Campeonato Mundial de Esgrima de 1970.

## Palmarés internacional
| Juegos Olímpicos   | Juegos Olímpicos | Juegos Olímpicos  | Juegos Olímpicos   |
| Año                | Lugar            | Medalla           | Prueba             |
| ------------------ | ---------------- | ----------------- | ------------------ |
| 1972               | Múnich (RFA)     | Medalla de plata  | Espada por equipos |
| Campeonato Mundial |                  |                   |                    |
| Año                | Lugar            | Medalla           | Prueba             |
| 1970               | Ankara (Turquía) | Medalla de bronce | Espada por equipos |